# Solvej Balle
Solvej Balle, född 16 augusti 1962 i Bovrup i Sønderjylland, är en dansk författare. Hon debuterade som 24-årig 1986 med romanen Lyrefugl.
Solvej Balle studerade litteraturvetenskap och filosofi på Köpenhamns universitet och gick på Poul Borums författarskola 1987–1989. Hon redigerade 1994–1997 litteraturtidsskriften Den Blå Port tillsammans med författaren  Christina Hesselholdt. 
Hon är sedan 2008 bosatt i Marstal på Ærø, där hon driver sitt förlag Pelagraf.
Solvej Balle fick 2022 Nordiska rådets litteraturpris för Om udregning af rumfang, I-III.